# Élection gouvernorale de 2019 à Saint-Pétersbourg
L'élection gouvernorale de 2019 à Saint-Pétersbourg a lieu le 8 septembre 2019 afin d'élire pour un mandat de cinq ans le gouverneur de Saint-Pétersbourg, ville fédérale de la fédération de Russie.
Le gouverneur sortant, Alexandre Beglov, du parti au pouvoir Russie unie, est réélu dès le premier tour avec près de deux tiers des suffrages, dans un contexte de répression de l'opposition ayant conduit à l’empêchement ou au retrait des candidatures des principaux opposants.  

## Contexte

### Local
L'élection a lieu près d'un an après la démission du gouverneur Gueorgui Poltavchenko, entré en disgrâce auprès de Vladimir Poutine à la suite de sa décision de transférer en 2016 la propriété de la cathédrale Saint-Isaac de Saint-Pétersbourg à l'Église orthodoxe russe. La cathédrale avait été transformée à partir de 1931 en musée - d'abord de l'athéisme puis de l'histoire et de l'art - et appartenait à la ville de Saint-Pétersbourg. Le projet provoque un scandale au sein de la société civile, qui se déchaîne en critiques contre le diocèse, proche du pouvoir. Un limogeage de Poltavchenko est alors attendu dans un avenir proche. Le transfert de la cathédrale est discrètement annulé en étant gelé jusqu'à l'expiration des documents.

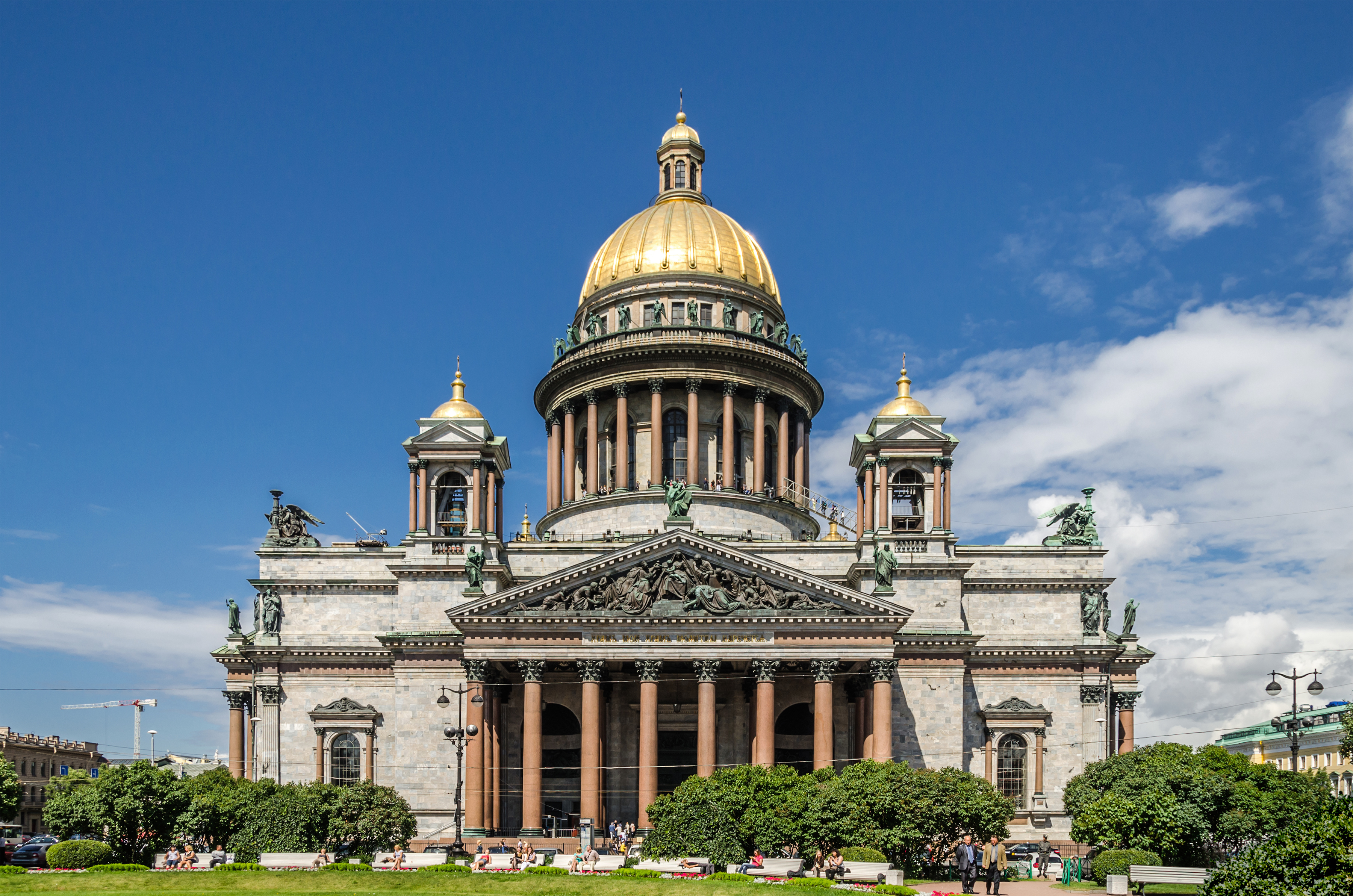
La cathédrale Saint-Isaac.

Un attentat suicide islamique dans une ligne de métro a cependant lieu le 3 avril 2017. Les autorités russes auraient alors décidées de surseoir leur décision, préférant éviter de limoger le gouverneur dans un tel contexte.
Il faut finalement attendre le 3 octobre 2018 pour qu'un décret du président russe relève Gueorgui Poltavchenko de ses fonctions, tout en le propulsant à la tête d'United Shipbuilding Corporation, une entreprise publique russe spécialisée dans la construction navale, un secteur inconnu de Poltavchenko.
Alexandre Beglov est nommé gouverneur par intérim. Soutenu avec insistance par Vladimir Poutine, un ami de longue date, Beglov accumule les petites gaffes de communication tout au long de l'année suivante, poussant des proches du pouvoir à demander sans succès son remplacement.

### National

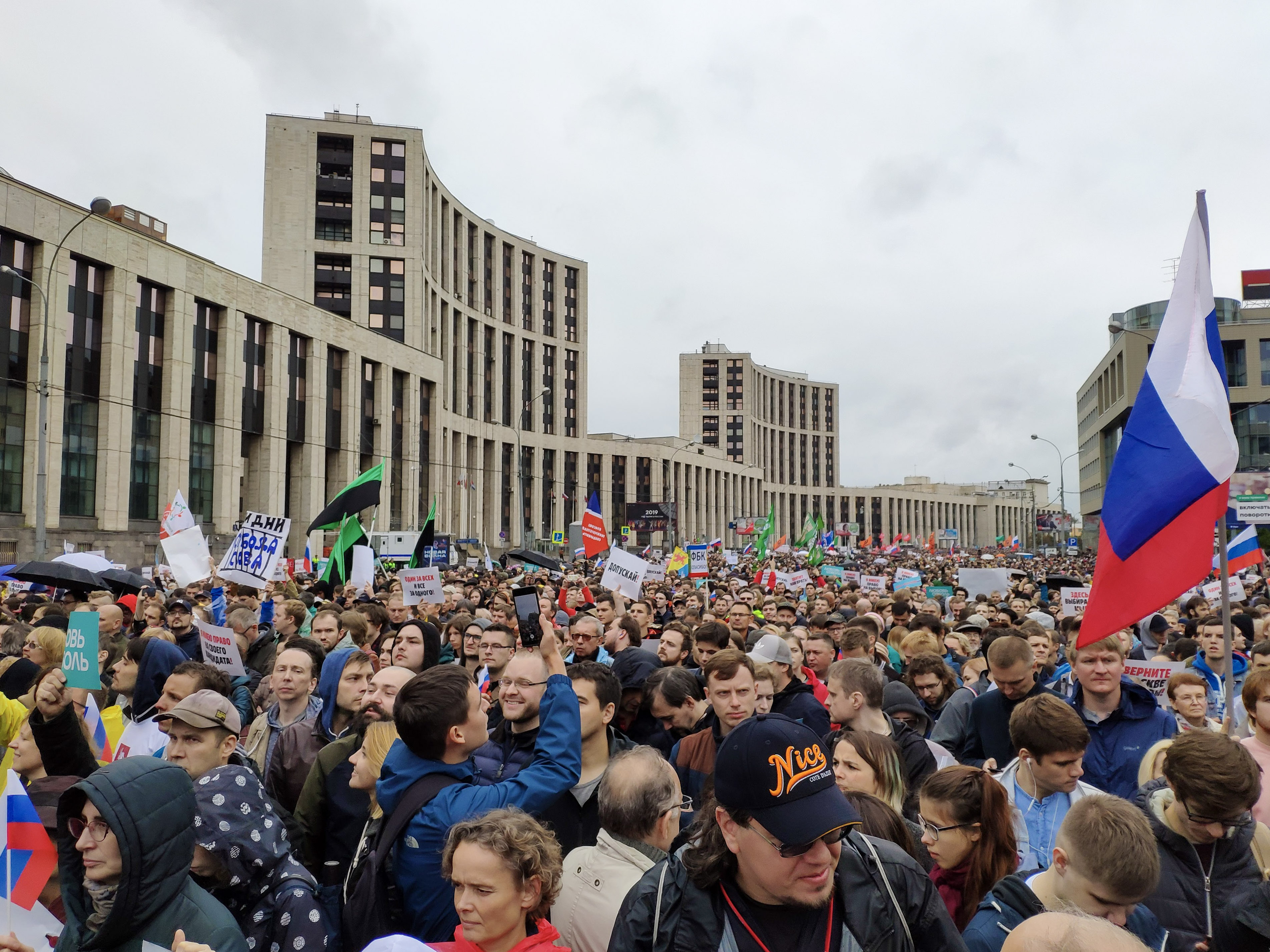
Manifestation moscovite contre l'invalidation des candidatures de l'opposition en août 2019.

Plus d'une vingtaine de scrutins sont organisés dans les sujets de Russie le huit septembre. Ces élections se tiennent dans un contexte national de grogne sociale et de stagnation économique, en partie due aux sanctions économiques infligées au pays à la suite de l'annexion de la Crimée, tandis que la popularité du parti au pouvoir, Russie Unie, s'effondre à l'été 2018 du fait de l'adoption de la très impopulaire loi relevant l'âge de départ à la retraite. Pour un grand nombre des élections, le vote a lieu en l'absence des principaux candidats de l'opposition, empêchés de se présenter par la Commission électorale. En réaction, d'importantes manifestations pacifiques ont lieu au cours des deux mois précédant le scrutin pour réclamer des élections libres, notamment à Moscou où 50 000 personnes se réunissent le 10 août. Le journaliste Ilya Azar (en), l'avocate Lioubov Sobol et le militant Nikolaï Liaskine, meneurs de la contestation, sont arrêtés et placés en détention préventive pour avoir participé à des « troubles massifs ». La police procède à près de 2 700 arrestations.
De nombreux candidats du parti au pouvoir Russie unie tentent de se distancier de leurs partis en se présentant officiellement en tant qu'indépendants.

## Candidats
Le gouverneur de Saint-Pétersbourg est élu au scrutin uninominal majoritaire à deux tours pour un mandat de cinq ans. Est déclaré élu le candidat ayant recueilli la majorité absolue au premier tour. À défaut, les deux candidats arrivés en tête s'affrontent au second tour, et celui recueillant le plus de voix l'emporte,. Les candidats doivent avoir au moins trente ans, ne pas avoir de double nationalité ni de permis de séjour dans un autre pays et, depuis 2013, certifier par écrit à la commission électorale qu'il ne dispose pas de compte bancaire, espèces ou objets de valeurs à l'étranger. Dans le cas contraire, ceux ci doivent être rapatriés en Russie.
Depuis le 1er juin 2012, l'élection des chefs des entités composant la fédération de Russie est de nouveau possible au scrutin direct, après une période de huit ans durant laquelle ils étaient directement nommés par le président de la fédération,. Les candidats doivent cependant se soumettre à des conditions strictes de parrainage, appelées « filtre ». Le filtre impose ainsi de recueillir les signatures de soutien d'un pourcentage du total de conseillers municipaux compris entre 5 et 10 %, à l'appréciation de chaque sujet, et des signatures d'entre 5 et 10 membres des organes exécutifs des districts municipaux, selon le même principe. Tous n'ont le droit de soutenir qu'un seul candidat, et ne peuvent se rétracter une fois leur signature notariée.
À Saint-Pétersbourg, le pourcentage retenu par les autorités est celui maximal de 10 % du total de conseillers municipaux, limitant de fait à moins de 10 le nombre maximum de candidatures. La ville impose cependant une condition supplémentaire obligeant les signatures de chaque candidat à provenir d'au moins trois quarts des municipalités composant la ville-région. Or, Saint-Pétersbourg est composée de 111 municipalités pour un total théorique de 1 565 conseillers - qui descend dans les faits en 2019 à 1 412 conseillers en fonctions -, avec 68 de ses municipalités faiblement peuplées qui ne sont pourvues que de 6 à 10 conseillers.
Le cumul de ces conditions entraîne un taux élevé d'échec des candidatures auprès de la commission électorale. Sur vingt-huit candidats, seuls cinq parviennent ainsi à passer le filtre, dont le gouverneur par intérim Alexandre Beglov. Officiellement indépendant, Beglov est soutenu par Russie unie, dont il est membre jusqu'en 2012. Nadejda Tikhonova est quant à elle députée de l'assemblée législative de Saint-Pétersbourg, présidente de la commission sur la protection de l'environnement, et candidate du parti Russie juste. Enfin, Mikhaïl Amossov, député de l'assemblée législative de Saint-Pétersbourg, est candidat du parti Plateforme civique. Deux autres candidats retirent leurs candidatures, dont le principal opposant à Beglov, le candidat du Parti communiste, le cinéaste Vladimir Bortko , qui se retire subitement une semaine avant le scrutin. La victoire du gouverneur sortant est depuis jugée probable, l'incertitude du scrutin reposant sur son ampleur, qui devrait servir de jauge du soutien au pouvoir en place. L'opposition affirme que les autorités auraient pour cette raison l'intention de truquer le vote afin de faire monter le score d'Alexandre Beglov.

## Résultats
| Candidats                | Candidats                | Partis                   | Votes     | %     |
| ------------------------ | ------------------------ | ------------------------ | --------- | ----- |
|                          | Alexandre Beglov         | Russie unie              | 734 903   | 64,43 |
|                          | Nadejda Tikhonova        | Russie juste             | 192 114   | 16,84 |
|                          | Mikhaïl Amossov          | Plateforme civique       | 182 797   | 16,03 |
|                          | Votes blancs ou nuls     | Votes blancs ou nuls     | 30 795    | 2,70  |
|                          |                          |                          |           |       |
| Suffrages exprimés       | Suffrages exprimés       | Suffrages exprimés       | 1 109 814 | 97,30 |
| Votes blancs ou nuls     | Votes blancs ou nuls     | Votes blancs ou nuls     | 30 795    | 2,70  |
| Total                    | Total                    | Total                    | 1 140 609 | 100   |
| Abstention               | Abstention               | Abstention               | 2 674 268 | 70,10 |
| Inscrits / participation | Inscrits / participation | Inscrits / participation | 3 814 877 | 29,90 |